# Jeff Drouin-Deslauriers
Jeff Drouin-Deslauriers (* 15. Mai 1984 in Saint-Jean-sur-Richelieu, Québec) ist ein kanadischer Eishockeytorwart, der zuletzt bei den Augsburger Panthern aus der Deutschen Eishockey Liga unter Vertrag stand.

## Karriere
Der 1,93 m große Torwart spielte bei den Saguenéens de Chicoutimi in der kanadischen Top-Juniorenliga Québec Major Junior Hockey League, als er beim NHL Entry Draft 2002 als 32. in der zweiten Runde von den Edmonton Oilers ausgewählt wurde. Nach zwei weiteren Spielzeiten bei den Saguenéens wechselte der Kanadier in die Organisation des Franchises aus Alberta, die ihn zunächst bei den Farmteams Edmonton Road Runners aus der American Hockey League und den Greenville Grrrowl aus der ECHL einsetzten.
Mit Beginn der Spielzeit 2005/06 startete der Kanadier als Torhüter der Hamilton Bulldogs in die neue Spielzeit, welche er nach nur 13 Einsätzen in der AHL aufgrund einer Knieverletzung vorzeitig beenden musste. Weitere AHL-Stationen, bevor Drouin-Deslauriers im Oktober 2008 erstmals in den NHL-Kader der Oilers berufen wurde, waren die Wilkes-Barre/Scranton Penguins sowie die Springfield Falcons.
Im Juli 2011 unterzeichnete Drouin-Deslauriers einen Kontrakt für zwei Jahre bei den Anaheim Ducks.  Zur Trade Deadline am 3. April 2013 wurde er zu den Minnesota Wild transferiert.
Die  Saison 2013/14 verbrachte er bei den Wilkes-Barre/Scranton Penguins, ehe er im Sommer 2014 am Trainingslager der Los Angeles Kings teilnahm, aber keinen Vertrag erhielt. Am 19. November 2014 unterzeichnete er einen Vertrag beim lettischen KHL-Klub Dinamo Riga und absolvierte in der Folge 13 Einsätze in der KHL.
Am 19. Juni 2015 wurde Deslauriers für die Saison 2015/2016 von den Augsburger Panthern aus der DEL verpflichtet und erhielt nach Ablauf des Einjahresvertrages keine Verlängerung.

## Erfolge und Auszeichnungen
- 2002 Trophée Raymond Lagacé
- 2002 QMJHL All-Rookie Team
- 2010 All-Star-Team des Spengler Cup
- 2014 Harry „Hap“ Holmes Memorial Award (gemeinsam mit Eric Hartzell)

## Karrierestatistik
(Legende zur Torhüterstatistik: GP oder Sp = Spiele insgesamt; W oder S = Siege; L oder N = Niederlagen; T oder U oder OT = Unentschieden oder Overtime- bzw. Shootout-Niederlage; Min. = Minuten; SOG oder SaT = Schüsse aufs Tor; GA oder GT = Gegentore; SO = Shutouts; GAA oder GTS = Gegentorschnitt; Sv% oder SVS% = Fangquote; EN = Empty Net Goal; 1 Play-downs/Relegation; Kursiv: Statistik nicht vollständig)